# ドルジ (ジャライル部)
ドルジ（モンゴル語: Dorǰi、1304年 - 1355年）は、14世紀前半に大元ウルスに仕えたジャライル部国王ムカリ家出身の領侯（ノヤン）。
『元史』などの漢文史料では朶児只(duǒérzhǐ)と表記される。

## 概要
ドルジは建国の功臣ムカリの曾孫で、第7代当主（国王）のトクトの息子として生まれた。ドルジは1歳の時に父親を失って孤児となり、成長するとケシクテイ（親衛隊）に仕えた。残された母にはよく尽くし、読書を好む利発な子供であったという。至治2年（1322年）、中奉大夫・集賢学士に任じられ、趙世延ら重臣にその器量を評価された。
天暦元年（1328年）、当時の国王（ムカリ家当主）ドロタイは天暦の内乱において「上都派」に立ってエル・テムルら「大都派」と戦い、最終的に大都派が勝利を納めるとドロタイは処刑されてしまった。ドロタイの処刑後、その弟でエル・テムルらと懇意であったナイマンタイが地位を継承することを望んでいたが、処刑された先代の直弟が後継者となるのは体裁が悪く、天暦2年（1329年）にドルジが国王位を継承することになった。後至元4年（1338年）、エル・テムルの一族を追放して太師の地位に就いたバヤンの権勢が強まり、これと懇意であったナイマンタイはバヤンの権勢を頼んで国王位の譲位をドルジに迫った。折からバヤンの妻はドルジが有する大珠環を所望しており、バヤンは16,000錠で国王位と大珠環を譲るよう迫った。これに対し、ドルジは「王位は我が祖宗の代々伝える所であって、他人が求めるようなものではない。もし我が位を譲るとしても、我が宗族にのみ譲るだろう」と述べ、最終的にバヤンの要求を部分的に認める形でナイマンタイが国王位を継承した。国王位から退いたドルジは遼陽行省の左丞相となり、遼陽地方をよく治めた。
後至元6年（1340年）、河南行省左丞相となったが、この頃の河南では范孟の叛乱に連座し誤って捕らえられた者が千人余りもいることが問題となっていた。河南に赴任したドルジは捕らえられた者達の冤罪を晴らすことに務めた。至正4年（1344年）、江浙行省の左丞相となり、汀州の賊の平定などを行った。
至正7年（1347年）、御史大夫となり、同年秋には中書左丞相に転じた。更に同年冬には人臣最高位たる中書右丞相となり、左丞相の太平とともに朝廷を総覧した。ドルジが右丞相を務めた時代、大元ウルスには大きな争乱もなく平穏に過ぎ、至正9年（1349年）に右丞相の地位を退いたドルジは国王として遼陽地方に戻った。
至正14年（1354年）、時の右丞相トクトは紅巾の乱討伐のため大規模な南伐を始め、諸王は軍勢を供出するよう命じられた。しかし、カチウン家の呉王ドルジなどは賄賂を出して軍の供出を免れており、これを聞いたドルジは自ら軍を率いてトクトの下を訪れ、その指揮下に入った。ドルジはトクトの命によって諸城を攻略する功績を挙げたが、トクトの権勢を危険視する朝廷の策略によってトクトは失脚してしまった。総司令を失ったドルジはやむなく揚州に駐屯し続け、至正15年（1355年）にその地で52歳にして亡くなった。息子にはドスマン・テムルと国王位を継承したエムケシリがいた。

## ジャライル部スグンチャク系国王ムカリ家
- グウン・ゴア（Gü’ün U’a ＞孔温窟哇/kǒngwēn kūwa）
  - 左翼万人隊長・国王ムカリ（Muqali guy-ong ＞木華黎国王/mùhuálí guówáng,موقلىكويانك/mūqalī kūyānk）
    - 左翼万人隊長・国王ボオル（Bo’ol ＞孛魯bólŭ,بوغول/būghūl）
      - 国王スグンチャク（Süγunčaq ＞速渾察/sùhúnchá）
        - サルバン（Sarban ＞撒蛮/sāmán）
          - 江浙行省平章トクト（Toqto ＞脱脱/tuōtuō）
            - 中書右丞相ドルジ（Dorǰi ＞朶児只/duǒérzhǐ）
              - 翰林学士ドスマン・テムル（Dosman temür ＞朶蛮帖木児/duǒmán tièmùér）
              - 国王エムケシリ（Emmgeširi ＞俺木哥失里/ǎnmùgēshīlǐ）